# Chlumín (zámek)
Chlumín je zámek ve stejnomenné vesnici jižně od Mělníka ve Středočeském kraji. Založen byl v šestnáctém století na místě starší tvrze a v následujících staletích měl mnoho majitelů z řady šlechtických rodů, ke kterým patřili například Kyšperští z Vřesovic nebo Údrčtí z Údrče. Během sedmnáctého století byl zámek barokně přestavěn. Na začátku devatenáctého století ztratil sídelní funkci a byl upraven pro potřeby školy, která v něm fungovala až do dvacátého století. Zámecký areál je chráněn jako kulturní památka a hlavní budova slouží jako depozitář Uměleckoprůmyslového muzea.

## Historie
Prvním panským sídlem v Chlumíně bývala už ve čtrnáctém století tvrz, která i s městečkem patřila pražské patricijské rodině Velflů, kteří statek rozdělili na několik dílů. Roku 1420 král Zikmund městečko s několika vesnicemi zastavil Václavu Myškovi z Hrádku. Jeho příbuzným patřilo až do druhé poloviny patnáctého století. Roku 1476 byl majitelem Chlumína Samuel z Hrádku, ale král Vladislav zapsal na Chlumíně podíl ve výši pěti set kop grošů Janovi ze Šelmberka a jeho manželce Johaně z Krajku. Majetek po nich zdědil Kunrát z Krajku, který okolo roku 1500 Chlumín prodal Většímu městu pražskému. Při dělení majetku v roce 1529 Chlumín připadl Starému Městu. Na tvrzi v té době nikdo nesídlil, její budovy chátraly a příkopy sloužily k chovu ryb.
Po neúspěšném stavovském povstání roku 1547 potrestal král Ferdinand I. Staré Město konfiskací majetku. Následujícího roku Chlumín zastavil Anně z Biskupic, manželce Adama Lva z Rožmitálu. Později městečko vyplatil, ale roku 1555 jim je prodal do dědičného vlastnictví a manželé na místě zchátralé tvrze nechali postavit novou. Podle Rudolfa Anděla však renesanční tvrz nechali postavit až Kyšperští z Vřesovic, kteří jsou v Chlumíně uváděni v letech 1559 a 1602–1643. Z nich Chlumín zdědil Jaroslav Kyšperský z Vřesovic, ale po jeho brzké smrti městečko připadlo synovi Janu Bořivoji Kyšperskému a poté jeho dcerám Anně Johaně, Marii Magdaléně a Alžbětě Polyxeně. Ty zámek roku 1643 prodali Kašparu Kaplířovi ze Sulevic, který zemřel následujícího roku, a statek odkázal Anně Ludmile Bukovanské z Bukovan.
Anna Ludmila se provdala za Zdeňka Kaplíře ze Sulevic, který po ní roku 1646 Chlumín zdědil. Od něj ho získala Marie Alžběta z Kounic, která ho odkázala svým dětem. Statku se ujal nejstarší syn Arnošt František z Kounic a roku 1675 ho prodal Janu Evanovi Údrčskému z Údrče. Údrčtí potom zámek barokně přestavěli. Zámek jim patřil do roku 1726, kdy jej Karel Evžen Údrčský prodal Anně Marii Toskánské.
Na začátku devatenáctého století zámek patřil Chotkům z Chotkova, kteří roku 1802 nechali budovu upravit pro potřeby farního úřadu a školy. Ty v zámku fungovaly až do vybudování nové školy na začátku dvacátého století. Po druhé světové válce zámek sloužil obytným a hospodářským účelům, ale později v něm byl umístěn depozitář Uměleckoprůmyslového muzea v Praze.

## Stavební podoba

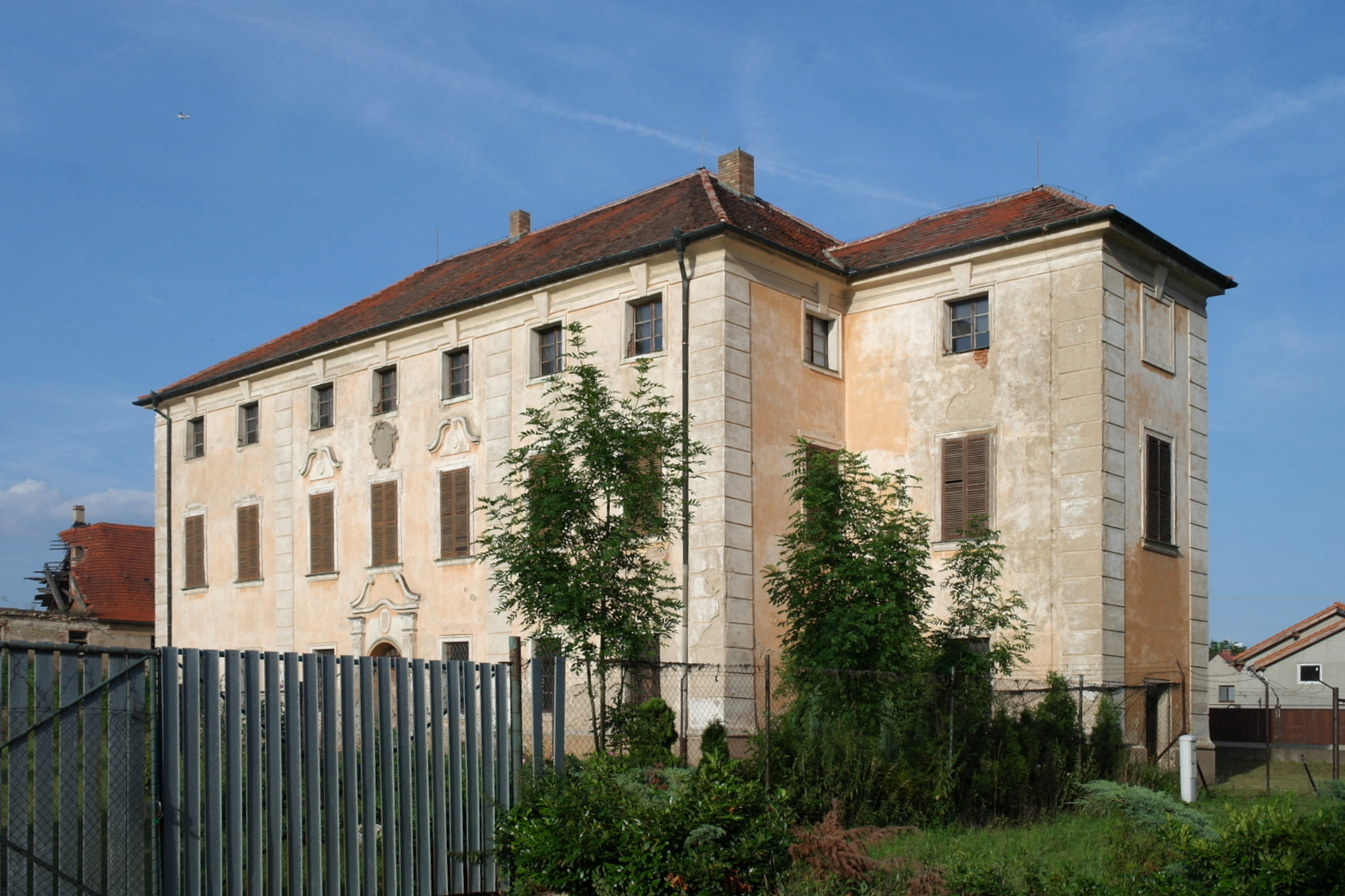
Západní průčelí

Dvoupatrová zámecká budova má přibližně obdélníkový půdorys, ze kterého vystupuje množství rizalitů. Při barokní přestavbě byla prolomena nová okna v přízemí a prvním patře, ale těm původním zůstala renesanční ostění. Vstupní rizalit obsahuje dvouramenné schodiště zaklenuté kombinací valené klenby s lunetami s plackovými klenbami. Přízemní interiéry mají valené a křížové hřebínkové klenby. V jedné z přízemních místností bývaly patrné rokokové nástěnné malby, ale před rokem 1984 se z původních zařízení dochovaly jen dveře s rokokovými figurálními malbami.
K památkově chráněnému areálu patří kromě budovy zámku také hospodářská budova čp. 54 s průjezdem, pozemky dvora a fragment ohradní zdi.